# Eventyr
Eventyr (Nederlands: Avontuur) is een studioalbum van Jan Garbarek. Hij speelde op dit album samen twee andere musici uit de ECM-stal John Abercrombie en Nana Vasconcelos. Meer dan bij zijn andere albums wendde Garbarek zich tot Noorse volksmuziek. Hij trad daarmee in de voetsporen van bijvoorbeeld Edvard Grieg. Het album is opgenomen in december 1980 in de Talent Studio onder leiding van Jan Erik Kongshaug.

## Musici
- Jan Garbarek – tenorsaxofoon, sopraansaxofoon, fluit
- John Abercrombie – gitaar
- Nana Vasconcelos – percussie en zangstem

## Muziek
| Nr. | Titel                                                                     | volksmuziek ?     | Duur  |
| --- | ------------------------------------------------------------------------- | ----------------- | ----- |
| 1.  | Soria Maria (Garbarek, Abercrombie, Vasconcelos)                          | deels volksmuziek | 11:34 |
| 2.  | Lillekort (Garbarek, Abercrombie, Vasconcelos)                            |                   | 4:55  |
| 3.  | Eventyr (Garbarek, Abercrombie, Vasconcelos)                              | deels volksmuziek | 9:12  |
| 4.  | Weaving a garland (Garbarek)                                              | volksmuziek       | 2:13  |
| 5.  | Once upon a time (Garbarek, Abercrombie, Vasconcelos)                     |                   | 8:58  |
| 6.  | The companion (Garbarek, Vasconcelos)                                     | deels volksmuziek | 5:46  |
| 7.  | Snipp, snapp, snute (Garbarek, Vasconcelos)                               | deels volksmuziek | 4:28  |
| 8.  | East of the sun and west of the moon (Garbarek, Abercrombie, Vasconcelos) | deels volksmuziek | 8:26  |